# Староминская-Тимашёвская
Староминска́я-Тимашёвская (также Староминска́я-2) — узловая железнодорожная станция Краснодарского региона Северо-Кавказской железной дороги, пересадочный пункт до города-курорта Ейска. Расположена на территории станицы Староминской в Краснодарском крае России.

## Деятельность
Открыта в 1965 году. Через станцию осуществляется пригородное железнодорожное пассажирское сообщение с Ростовом-на-Дону, Краснодаром, Тимашёвском, Ейском, Старощербиновской и другими населёнными пунктами.

## Дальнее следование по станции
По графику 2024/2027 годов через станцию курсируют следующие поезда дальнего следования:
| Круглогодичное обращение поездов | Круглогодичное обращение поездов | Круглогодичное обращение поездов | Круглогодичное обращение поездов |
| № поезда                         | Маршрут движения                 | № поезда                         | Маршрут движения                 |
| -------------------------------- | -------------------------------- | -------------------------------- | -------------------------------- |
| 43 «Черноморец»                  | Санкт-Петербург — Новороссийск   | 44 «Черноморец»                  | Новороссийск — Санкт-Петербург   |
| 87                               | Нижний Новгород — Адлер          | 88                               | Адлер — Нижний Новгород          |
| 109                              | Москва — Анапа                   | 110                              | Анапа — Москва                   |
| 117                              | Самара — Адлер                   | 118                              | Адлер — Самара                   |
| 125                              | Москва — Новороссийск            | 126                              | Новороссийск — Москва            |
| 133                              | Томск — Анапа                    | 134                              | Анапа — Томск                    |
| 301                              | Минск — Адлер                    | 302                              | Адлер — Минск                    |
| 305                              | Москва — Сухум                   | 306                              | Сухум — Москва                   |
| 311                              | Воркута — Новороссийск           | 312                              | Новороссийск — Воркута           |
| 325                              | Пермь — Новороссийск             | 326                              | Новороссийск — Пермь             |
| 335                              | Екатеринбург — Новороссийск      | 336                              | Новороссийск — Екатеринбург      |
| 339                              | Нижний Новгород — Новороссийск   | 340                              | Новороссийск — Нижний Новгород   |
| 359                              | Калининград — Адлер              | 360                              | Адлер — Калининград              |
| 805 «Ласточка»                   | Ростов-на-Дону — Новороссийск    | 806 «Ласточка»                   | Новороссийск — Ростов-на-Дону    |
| 807 «Ласточка»                   | Ростов-на-Дону — Туапсе          | 808 «Ласточка»                   | Туапсе — Ростов-на-Дону          |
| 819 «Ласточка»                   | Ростов-на-Дону — Новороссийск    | 820 «Ласточка»                   | Новороссийск — Ростов-на-Дону    |

| Сезонное обращение поездов | Сезонное обращение поездов                    | Сезонное обращение поездов | Сезонное обращение поездов                    |
| № поезда                   | Маршрут движения                              | № поезда                   | Маршрут движения                              |
| -------------------------- | --------------------------------------------- | -------------------------- | --------------------------------------------- |
| 151                        | Москва — Анапа                                | 152                        | Анапа — Москва                                |
| 155                        | Москва — Анапа                                | 156                        | Анапа — Москва                                |
| 187                        | Архангельск — Новороссийск                    | 188                        | Новороссийск — Архангельск                    |
| 221                        | Архангельск — Анапа                           | 222                        | Анапа — Архангельск                           |
| 227                        | Санкт-Петербург — Новороссийск                | 228                        | Новороссийск — Санкт-Петербург                |
| 237                        | Москва — Анапа                                | 238                        | Анапа — Москва                                |
| 241                        | Иркутск — Адлер                               | 242                        | Адлер — Иркутск                               |
| 245                        | Санкт-Петербург — Ейск                        | 246                        | Ейск — Санкт-Петербург                        |
| 251                        | Барнаул — Адлер                               | 252                        | Адлер — Барнаул                               |
| 259                        | Санкт-Петербург — Анапа                       | 260                        | Анапа — Санкт-Петербург                       |
| 267                        | Сосногорск — Новороссийск                     | 268                        | Новороссийск — Сосногорск                     |
| 269                        | Чита — Адлер                                  | 270                        | Адлер — Чита                                  |
| 273                        | Северобайкальск — Адлер                       | 274                        | Адлер — Северобайкальск                       |
| 281                        | Череповец — Адлер                             | 282                        | Адлер — Череповец                             |
| 283                        | Череповец — Анапа                             | 284                        | Анапа — Череповец                             |
| 285                        | Мурманск — Новороссийск                       | 286                        | Новороссийск — Мурманск                       |
| 289                        | Екатеринбург — Анапа                          | 290                        | Анапа — Екатеринбург                          |
| 293                        | Мурманск — Анапа                              | 294                        | Анапа — Мурманск                              |
| 459                        | Тамбов — Адлер                                | 460                        | Адлер — Тамбов                                |
| 467                        | Смоленск — Имеретинский курорт                | 468                        | Имеретинский курорт — Смоленск                |
| 469                        | Саратов — Новороссийск                        | 470                        | Новороссийск — Саратов                        |
| 471                        | Москва — Адлер                                | 472                        | Адлер — Москва                                |
| 473                        | Самара — Анапа                                | 474                        | Анапа — Самара                                |
| 475                        | Москва — Адлер                                | 476                        | Адлер — Москва                                |
| 505                        | Тамбов — Новороссийск                         | 506                        | Новороссийск — Тамбов                         |
| 507                        | Ижевск — Новороссийск                         | 508                        | Новороссийск — Ижевск                         |
| 511                        | Москва — Адлер                                | 512                        | Адлер — Москва                                |
| 513                        | Тамбов — Анапа                                | 514                        | Анапа — Тамбов                                |
| 517                        | Москва — Анапа                                | 518                        | Анапа — Москва                                |
| 533                        | Москва — Адлер                                | 534                        | Адлер — Москва                                |
| 539                        | Кострома — Анапа                              | 540                        | Анапа — Кострома                              |
| 555                        | Смоленск — Адлер                              | 556                        | Адлер — Смоленск                              |
| 561                        | Москва — Ейск                                 | 562                        | Ейск — Москва                                 |
| 583                        | Казань — Анапа                                | 584                        | Анапа — Казань                                |
| 591                        | Приобье — Пермь — Анапа                       | 592                        | Анапа — Пермь — Приобье                       |
| 595                        | Новый Уренгой — Тюмень — Екатеринбург — Анапа | 596                        | Анапа — Екатеринбург — Тюмень — Новый Уренгой |